# Кернська група

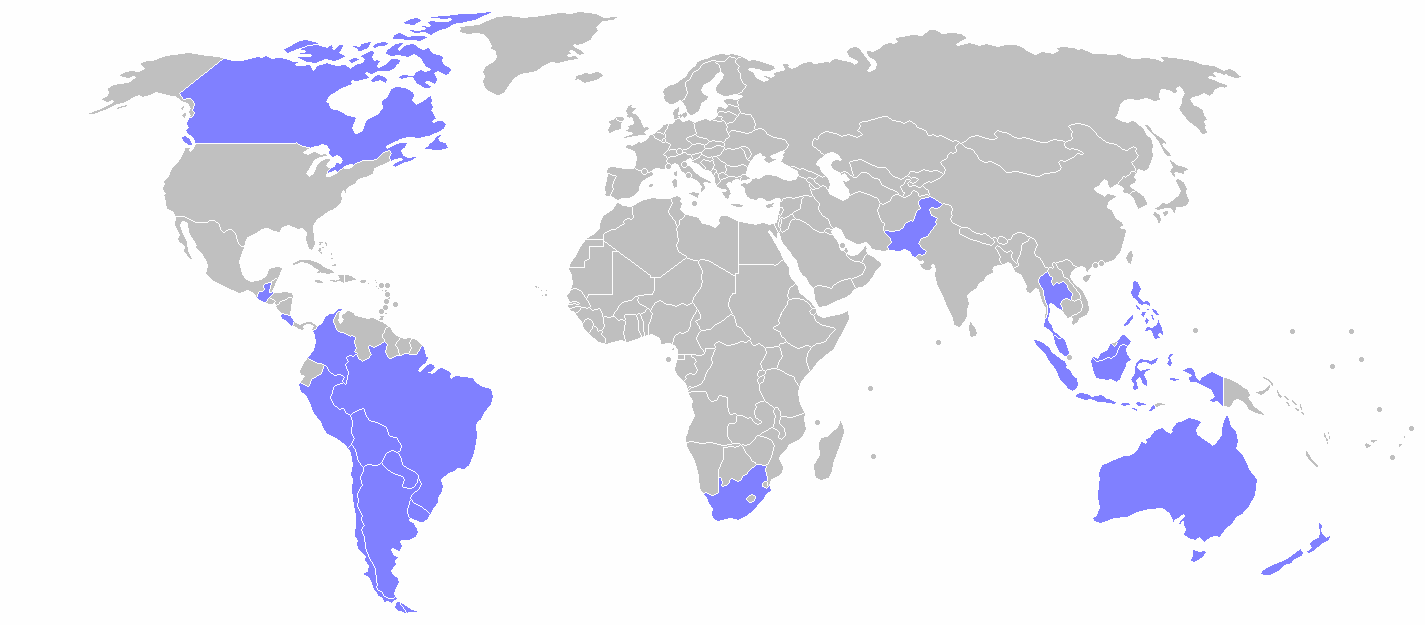
Учасники Кернської групи.

Кернська група (англ. The Cairns Group) — група країн-експортерів сільськогосподарської продукції.
У складі групи 20 країн. Усі країни є членами СОТ, це, так званий, сільськогосподарський блок СОТ. У вересні 2018 року Інститут економічних питань запропонував Сполученому Королівству приєднатися до Кернської групи "якомога швидше", заявивши, що, хоча "Велика Британія не є великим експортером сільськогосподарської продукції, вона заблокована в ланцюгах поставок ЄС".
До групи входять такі країни:
- Аргентина
- Австралія
- Болівія
- Бразилія
- Канада
- Чилі
- Колумбія
- Коста-Рика
- Гватемала
- Індонезія
- Малайзія
- Нова Зеландія
- Пакистан
- Парагвай
- Перу
- Філіппіни
- ПАР
- Таїланд
- Україна
- Уругвай